# Conor Bradley
Conor Bradley (* 9. Juli 2003 in Castlederg) ist ein nordirischer Fußballspieler. Der 1,81 m große Rechtsverteidiger steht beim FC Liverpool unter Vertrag und spielt auch für die nordirische Fußballnationalmannschaft.

## Karriere

### Verein
Bradley begann seine Jugendkarriere im Alter von neun Jahren bei seinem Heimatverein St. Patrick's FC und schrieb sich noch im selben Alter beim Northern Ireland Development Centre des englischen Erstligisten FC Liverpool ein. Es folgten Stationen bei den Dungannon Swifts, ehe er nach England ging, um sich der Jugendakademie des FC Liverpool im Rahmen eines zweijährigen Stipendienprogramms anzuschließen. Bereits nach einem Jahr beim Verein unterzeichnete er seinen ersten Profivertrag bei den Reds, der bis 2023 andauerte.
Sein Debüt für die erste Mannschaft von Liverpool gab Bradley in einem 30-minütigen Vorbereitungsspiel gegen den VfB Stuttgart im Juli 2021, das 1:1 endete. Bradley absolvierte dabei die gesamte Spielzeit. Seinen ersten professionellen Einsatz für Liverpool hatte er im EFL-Cup gegen Norwich City im September 2021 und wurde damit zum ersten nordirischen Spieler, der seit Sammy Smyth im Jahr 1954 an einem Pflichtspiel für den FC Liverpool teilnahm.
Am 21. Juni 2022 wechselte Bradley per Leihe zu den Bolton Wanderers und gab dort sein Debüt am 30. Juni beim 1:1-Unentschieden gegen Ipswich Town. Sein erstes Tor für die Trotters erzielte er beim 5:1-Sieg im EFL-Cup gegen Salford City am 9. August. Eine Woche später erzielte er sein erstes Ligator beim 1:0-Sieg gegen den FC Morecambe. Am 2. April 2023 stand er im Finale der EFL Trophy gegen Plymouth Argyle, das 4:0 gewonnen werden konnte. Am 29. April wurde er zum Player of the Year  der Bolton Wanderers für die Saison 2022/23 gewählt und erhielt auch die Auszeichnungen des Player's Player of the Year und des Youth Player of the Year. Letztere teilte er sich mit James Trafford.
Nach Rückkehr zum FC Liverpool gab Bradley sein Debüt in der Premier League am 21. Januar 2024 beim 4:0-Sieg gegen AFC Bournemouth. Bradley spielte dabei von Beginn an und bereitete das zweite Tor von Diogo Jota vor. Sein erstes Tor für Liverpool erzielte er am 31. Januar bei einem 4:1-Sieg gegen Chelsea. Auch hier trug Bradley zwei Vorlagen bei, was ihm zum zweiten Mal binnen weniger Tage die Auszeichnung als Man of the Match einbrachte.
Am 1. Dezember 2023 gab der FC Liverpool bekannt, Bradleys Vertrag langfristig bis zum 30. Juli 2027 verlängert zu haben.

### Nationalmannschaft
2018 spielte Bradley für die nordirische U-16-Nationalmannschaft und führte diese als Kapitän zum Gewinn des Victory Shields. Im darauffolgenden Jahr spielte er für die U-17-Nationalmannschaft und nahm mit dieser an der Qualifikation für die UEFA U-17-Europameisterschaft 2019 teil.
Im Mai 2021 wurde Bradley für die nordirische A-Nationalmannschaft zu Freundschaftsspielen gegen Malta und die Ukraine berufen. Sein Debüt gab er am 30. Mai gegen Malta, als er in der 85. Minute für Stuart Dallas eingewechselt wurde. Das Spiel in Klagenfurt endete mit einem 3:0-Sieg für Nordirland.

## Erfolge
FC Liverpool
- Englischer Meister: 2025
- Englischer Ligapokalsieger: 2024

Bolton Wanderers
- EFL Trophy-Gewinner: 2023